# Chelonus punctatus
Chelonus punctatus är en stekelart som beskrevs av Mccomb 1968. Chelonus punctatus ingår i släktet Chelonus och familjen bracksteklar. Inga underarter finns listade i Catalogue of Life.